# Museo delle energie
Il Museo delle energie è un museo e un centro di documentazione del comune di Marano sul Panaro, in Emilia-Romagna, ospitato nelle sale al piano terra dell'ex mulino Montecuccoli, in piazza Matteotti.

## L'ex mulino Montecuccoli
L'ex mulino Montecuccoli, a volte indicato come palazzo Montecuccoli, è un edificio probabilmente risalente al XVII secolo che prende il nome dall'omonima famiglia feudale: secondo alcune fonti ne entrarono in possesso nel 1640, secondo altre fonti fu edificato proprio dai Montecuccoli nel 1654.
Situato sopra al Canale di Marano e alimentato dall'acqua del Panaro, il mulino fu convertito per la produzione idroelettrica nel 1907 e fino al 1973 fu gestita dalla Società Emiliana per l'Energia Elettrica (SEEE). Negli anni sessanta del Novecento, a seguito delle nazionalizzazione, divenne la centralina ENEL di Marano.

## Descrizione
Il museo racconta la prima produzione di energia elettrica attraverso l'esposizione di antichi macchinari e strumentazioni originali, completata da informazioni sui canali, i mulini e gli opifici del fiume Panaro e del torrente Samoggia.
Nelle sale al primo piano è possibile visitare il Museo civico di ecologia e storia naturale.